# Sobreexplotación

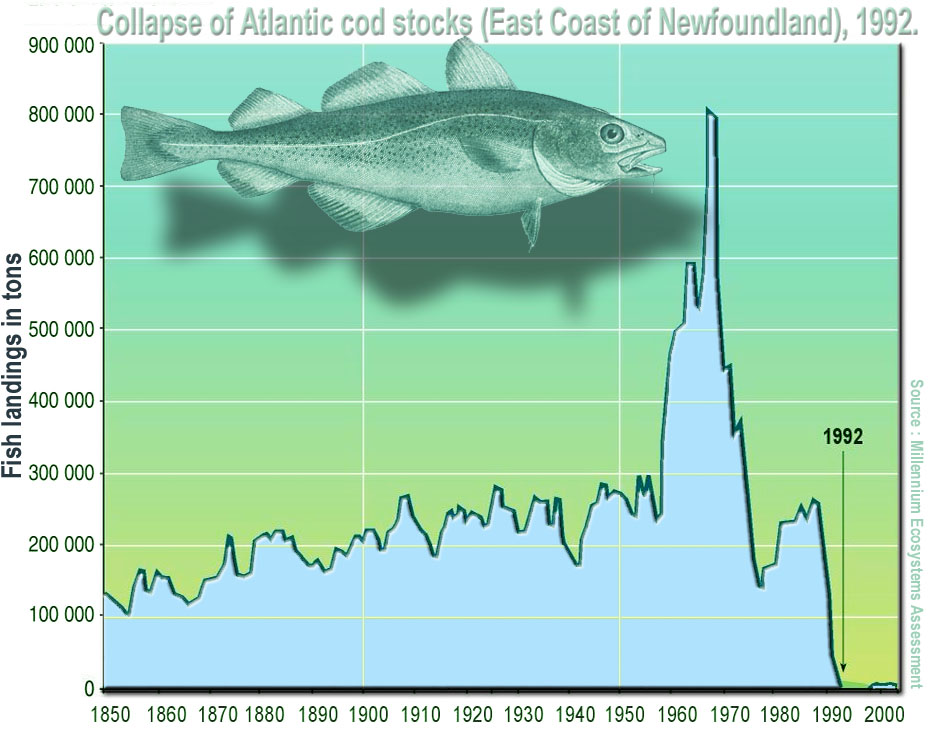
El bacalao común fue explotado severamente en las décadas de 1970s y 1980s, lo que llevó al colapso de sus poblaciones en 1992.

La sobreexplotación se refiere a la extracción y consumo de recursos naturales hasta el punto en que no es posible que se recuperen. La sobreexplotación persistente puede llevar a la destrucción de recursos renovables que incluyen plantas medicinales, pastizales, animales de caza, pesca, bosques, acuíferos y otros recursos no renovables.
La sobreexplotación tiene como consecuencia la pérdida de biodiversidad. También resulta en problemas de diferente índole, tales como el desarrollo económico, conflictos sociales y otros de carácter ético. Esto se debe a que la sobreexplotación puede alterar significativamente las propiedades y funciones de los ecosistemas y los bienes y servicios que éstos prestan a la humanidad. La sobreexplotación es de origen humano y se concreta extrayendo individuos de una especie vegetal o animal no humana al punto de poner en peligro su reproducción, o utilizando los ecosistemas a una tasa mayor a la de su regeneración natural. La regeneración puede darse solamente por eventos reproductivos en poblaciones cerradas, o por la llegada de individuos de otras poblaciones, lo que influye directamente sobre la dinámica poblacional, ya que la introducción de nuevos genotipos aumenta la resistencia y la velocidad de recuperación de las poblaciones luego de perturbaciones. La sobreexplotación es un factor significativo en la disminución poblacional, la extinción de especies y frecuentemente opera en sinergia con disturbios como la pérdida o fragmentación de hábitat. Sin embargo, mientras que las disminuciones poblacionales debidas a la pérdida, degradación o fragmentación de hábitat son atendidas por biólogos conservacionistas y organismos gubernamentales, los paisajes “vacíos” o “semi-vacíos” son menos tenidos en cuenta.
Existen muchas especies que no se ven afectadas por la sobreexplotación, ya que se mantienen abundantes aun cuando las tasas de extracción son relativamente altas. Pero hay otras que pueden ser llevadas a la extinción con la mínima extracción. Determinadas características de las especies determinan su vulnerabilidad a la sobreexplotación, incluyendo la tasa de crecimiento per cápita, la tasa de difusión espacial de individuos pertenecientes a poblaciones menos explotadas y la dirección y el grado con la que la tasa de crecimiento poblacional responde a la explotación.
A continuación se abordan los antecedentes históricos de la sobreexplotación que permiten determinar la influencia humana sobre la disminución poblacional y la extinción de especies. Por otro lado se desarrollarán los tipos de sobreexplotación más comunes y los efectos que producen estas extracciones sobre los ecosistemas.
Los ecosistemas son una parte muy importante que la madre naturaleza nos brindó y no cuidamos de ellos. Nos tenemos que esforzar para mantenerlos.

## Antecedentes históricos
A lo largo de la historia, muchas economías regionales, incluso grandes civilizaciones, han subsistido gracias a la explotación de recursos. Y aunque en cuanto a los detalles existen grandes variaciones, el destino de los recursos sobreexplotados es consistente a lo largo de la historia, acabando cerca del colapso poblacional e incluso la extinción de especies. Algunos autores creen que esto ha ocurrido en las sociedades modernas debido a que la riqueza o perspectiva de enriquecimiento, genera poder político y social, y eso incentiva la explotación ilimitada de los recursos.  Sumado a esto, la complejidad de los sistemas físicos y biológicos no permite un manejo reduccionista de ellos, por lo que los niveles óptimos deben ser determinados por ensayo y error en cada caso particular, lo cual no permite una comprensión y consenso científico sobre el manejo. Por otro lado, muchas veces, los grandes niveles de variabilidad que existen en la naturaleza, enmascaran los efectos de la sobreexplotación, haciendo que estos sean detectables cuando la situación es grave y/o irremediable
La colonización humana en islas y continentes ha coincidido con una rápida ola de eventos de extinción como resultado de la repentina llegada de nuevos consumidores. Existe evidencia paleontológica de que comunidades prehistóricas llevaron a la extinción a ciertas especies. La posibilidad de que la influencia humana haya afectado drásticamente a diversas especies animales no es una idea nueva; ya en 1916 Gifford proponía que la sobreexplotación era la explicación más lógica a la variación estratigráfica de restos de invertebrados marinos presentes en la bahía de San Francisco. Más recientemente, una sucesión de artículos técnicos y populares ha implicado fuertemente a los humanos como la fuerza impulsora detrás de la desaparición de la megafauna de África y América del norte en el Pleistoceno . El argumento de que estas especies no habían estado expuestas previamente a depredadores humanos, lo que las hacía extremadamente vulnerables a ellos, es el eje de la teoría de sobreexplotación de estos grandes mamíferos. Sin embargo, algunos autores sugieren que la presencia o ausencia de respuestas específicas frente a los depredadores humanos, desarrollados a través de la coevolución, no fueron necesariamente críticas y deben considerarse como uno más de los mecanismos que permitieron la extinción de la Megafauna. Ha existido un debate respecto a esa teoría, ya que se ha postulado al cambio climático y de hábitat como la principal o única causa de la extinción de la megafauna. Aunque una combinación de ambos factores podrían haber llevado a la desaparición de las especies, la mayoría de los científicos acepta ampliamente la participación de los humanos en las extinciones del pleistoceno tardío, probablemente por las extinciones evidenciadas en las islas del Pacífico en siglos más recientes.
Es ampliamente reconocido que la sobreexplotación ha afectado seriamente a las especies que se encontraban en islas del océano Pacífico sur. Tras haber evolucionado en ausencia de depredadores mamíferos, las aves, sin duda, eran mansas y fácil de cazar. La pérdida de las aves en las islas oceánicas puede haber implicado la extinción (pérdida global de la especie), la extirpación (pérdida de especies de una isla o región, con uno o más población superviviente en otro lugar), o una reducción poblacional. Un ejemplo de renombre de sobreexplotación en islas es el dodo (Raphus cucullatus), descripto por Linnaeus en 1758, un ave de gran tamaño, no voladora, endémica de la isla Mauricio en el Océano Índico occidental. El dodo fue descubierto en 1598 durante la segunda expedición holandesa de las Indias Orientales y la última aparición registrada fue en 1662. Se estima que la especie desapareció entre 1690 y 1700: esta extinción en tan pocas décadas se debió a la sobreexplotación ejercida por el hombre para hacerse con sus plumas y su carne, y a la introducción en la isla de especies competidoras. Aunque la tasa de extinción varió con el tamaño o la permanencia de la población humana prehistórica, no existe evidencia de que los procesos responsables de las extinciones prehistóricas difieran de los que siguen agotando las especies en la actualidad y las diferencias que existen son principalmente tecnológicas, como por ejemplo la sustitución de las trampas por armas de caza. En épocas más recientes, los eventos de extinción debidos a la explotación, también han sido más comunes ya que los colonos europeos, que disponen de una tecnología más sofisticada, han ampliado en gran medida sus fronteras territoriales, lo que condujo a una mayor tasa de caza, ya sea deportiva o para subsistencia. Un ejemplo es la destrucción del gran búfalo de América del Norte, Bison bison, que fue fuertemente cazado y llevado a la extinción en menos de 300 años. Otro ejemplo muy conocido es el de la anchoíta peruana, que fue una de las especies más pescadas hasta 1972, cuando sufrió un colapso por sobreexplotación que casi la lleva a la extinción; la prohibición total de la pesca entre 1972 y 1985 permitió a esta especie recuperarse poco a poco

## Sobreexplotación de la madera
La explotación de los bosques produce fuertes impactos en numerosos componentes de la biodiversidad. Dentro de la biodiversidad de los bosques, por ejemplo, los líquenes epífitos son particularmente sensibles a las alteraciones humanas tales como la sustitución de bosques nativos por bosques secundarios. Por otro lado el despeje y la tala de los bosques puede alterar la humedad, la temperatura y las condiciones de luz, causando una reducción sistemática en las poblaciones e incluso provocando la extinción local de especies. El paso humano por los bosques también produce efectos negativos en cuanto a contaminación atmosférica y cambio climático.
La deforestación se ha postulado como una de las principales causas del cambio climático global, pero es lógico cuestionarse cuáles son los factores que conducen a esta deforestación sin control. En el caso de los trópicos, se ha sugerido que factores como la expansión de la agricultura, el crecimiento poblacional y el sobrepastoreo son los únicos responsables de la deforestación tropical. Sin embargo, las causas inmediatas y las fuerzas subyacentes a dicha deforestación sugieren que no existe una relación universal entre causa y efecto, sino que la disminución de los bosques tropicales está determinada por diferentes combinaciones de varias causas próximas y diversas fuerzas motrices subyacentes en diferentes contextos geográficos e históricos. Ciertas conexiones se evidencian más que otras y son más robustas geográficamente, como ocurre con el desarrollo de la economía de mercado y la expansión de la superficie de cultivos con fines alimenticios. Lo dicho anteriormente lleva a que no existan políticas universales aplicables a todos los eventos de deforestación en los trópicos, sino que hace falta una comprensión detallada del complejo de causas próximas y fuerzas subyacentes que afectan a dicho cambio del paisaje en una región dada antes de concebir cualquier intervención política. 
La lógica económica dictamina que los árboles deben ser talados cada vez que su tasa de incremento de volumen cae por debajo de la tasa de interés económico. Aplazar la tala más allá de este punto puede llevar a un costo mayor en el mantenimiento de la especie que el gasto que implica su cosecha. Esto explica en parte la razón por la que muchas especies de crecimiento lento, explotadas por su madera, se explotan de manera no sostenible; es el caso del granadillo rojo (Dalbergia melanoxylon) en los bosques de Miombo en Tanzania. Sumado a esto, uno de los mayores obstáculos para implementar una explotación forestal sustentable en países tropicales, es la falta de incentivos financieros para productores que limiten la explotación a niveles sustentables y promuevan la regeneración de los bosques explotados.

## Sobreexplotación de vertebrados en bosques
Las especies animales en bosques tropicales son cazadas para consumo de la población local o para la venta en distintos mercados como comida, trofeos o incluso como mascotas. La defaunación de vertebrados de los bosques tropicales del mundo, a través de la caza excesiva, es considerada una de las principales causas de pérdida de biodiversidad; incluso en ciertas regiones es más importante que la deforestación. La explotación de carne de animales silvestres por los habitantes de los bosques tropicales ha aumentado en los últimos años, debido al crecimiento de las poblaciones humanas, el mayor acceso a los bosques vírgenes, los cambios en la tecnología de la caza, la escasez de fuentes alternativas de proteínas, y el hecho de que la carne de caza es a menudo un alimento preferido sobre los cultivos. La rápida aceleración en la explotación de vertebrados en bosques tropicales comenzó en Asia, pero rápidamente se expandió a través de África, y es probable que haya llegado a las regiones más remotas del Neotrópico reflejando la demografía humana en diferentes continentes. América del Sur y África suelen superar la producción, incluso en el caso de las sociedades aborígenes tradicionales que todavía utilizan tecnologías de caza rudimentarias. La explotación no controlada de los  vertebrados trae consigo marcados descensos poblacionales que pueden acabar llevando a la extinción de varias especies de caza. Las especies con una lenta tasa de crecimiento son los taxones más vulnerables y los primeros en ser eliminados, reemplazados gradualmente por taxones con tasas de crecimiento más rápidas y por lo tanto más resistentes a las extracciones humanas. Este tipo de explotación ha afectado incluso a las más grandes y menos accesibles reservas naturales.
La carne de animales silvestres constituye una importante fuente de proteínas en la dieta de comunidades próximas a los bosques tropicales, ya que las carnes nacionales a menudo no están disponibles en dichas regiones. Las necesidades de proteína animal de los asentamientos humanos suelen ser satisfechas principalmente por unas pocas especies de tamaño corporal medio a grande; pero a medida que la explotación continúa en el tiempo, especies más pequeñas que no habían sido cazadas con anterioridad empiezan a desplazar a las otras. Aproximadamente todas las especies con masas corporales superiores a 1 kg, y a veces incluso menor, son explotadas actualmente. Los grupos de mamíferos que habitan las zonas tropicales, cazados con fines de subsistencia o comerciales, son los principales afectados por la sobreexplotación.
Numerosas organizaciones internacionales de conservación creen que la fauna de los bosques tropicales se encuentra en serio peligro por los niveles actuales de extracción debido a la subsistencia y la caza comercial. La identificación de una solución frente a tal problema no es una tarea fácil dado que la mayor parte de la caza en bosques tropicales no está capitalizada o industrializada, por lo que es difícil imponer mecanismos de regulación de una actividad que es tan multifacética y difusa. Por otro lado, la sobreexplotación de vertebrados no es un problema aislado dado que la tala comercial aumenta enormemente la explotación de especies silvestres en bosques tropicales, mediante la apertura de áreas forestales remotas a las que antes no se podía acceder. La industria debe ser consciente de que las prácticas de explotación de los bosques rara vez son sustentables en términos de las propias especies de árboles explotados, por lo que son mucho menos sustentables en cuanto a los taxones de vertebrados que habitan en dicho bosque. Las políticas de gestión de cualquiera de los organismos gubernamentales o iniciativas basadas en la comunidad, deben dirigirse explícitamente a retener los grandes vertebrados especialmente vulnerables dentro de grandes mosaicos de áreas explotadas y no explotadas. Programas de gestión de la caza en zonas potencialmente sobreexplotadas, tales como los límites a la extracción, las áreas no permitidas y la sustitución de especies salvajes por animales de granja pueden convertirse en algunas opciones ineludibles si queremos evitar que las especies silvestres de los bosques tropicales sigan siendo víctimas de una población humana en continuo crecimiento y cada vez más sedentaria.

## Sobreexplotación de ecosistemas marinos
Al evaluar la historia de la explotación de los ecosistemas acuáticos, debido a la pesca, queda claro que los humanos llevan miles de años teniendo un impacto negativo sobre las especies y sus ecosistemas. Más de la mitad de la población mundial habita en zonas costeras y se estima que dicha proporción podría alcanzar el 75% para el 2020, y estas poblaciones dependen casi exclusivamente de recursos pesqueros como fuente de proteína. El consumo de proteína marina es actualmente alto, creció exponencialmente después de la Primera Guerra Mundial cuando pescadores ingleses comenzaron a usar redes y botes más eficientes y se ha duplicado en China en las últimas décadas. La contribución de los peces a la dieta, supera el 50% del consumo de proteína animal en muchos países como Japón, Camboya e Indonesia. Incluso las oscilaciones de años buenos y años malos de las pesquerías influye sobre la demanda de poblaciones terrestres salvajes, y por lo tanto en su explotación en países con gran dependencia de proteína marina.
Numerosas especies marinas han sufrido disminuciones sustanciales debido a la sobreexplotación  tales como la vaca marina de Steller (Hydrodamalis gigas) y la foca monje del Caribe (Neomanachus tropicalis). Las extinciones locales y regionales no están limitadas a pesquerías altamente industrializadas como las que se encuentran en el hemisferio norte, ya que existe evidencia de pesquerías artesanales que han provocado extinciones locales como la del pez Napoleón (Cheilinus undulatus) en ciertas regiones de Asia. Los efectos negativos de la sobreexplotación de especies marinas no son una novedad, ya que existe literatura con ejemplos de pesca humana antigua asociada con cambios graduales de tamaño, siendo los peces cada vez más pequeños y logrando el agotamiento en serie de especies; unos efectos que ahora reconocemos como sobrepesca. Un ejemplo de lo anterior es el caso de la disminución gradual de tamaño de las conchas de poblaciones de moluscos, halladas en registros fósiles en Malibu Creek, California.
El concepto de sostenibilidad en el que se basa la gestión de la mayoría de las pesquerías es erróneo,  ya que tiene poco sentido mantener poblaciones cuya biomasa no es más que una pequeña fracción de su valor inicial, al comienzo de la pesca industrial. Se requiere la reconstrucción de los sistemas marinos, y es preciso hallar una restauración ecológica práctica para los océanos que pueda tener lugar junto a la extracción de los recursos marinos para la alimentación humana. La conciliación de estos objetivos, aparentemente disonantes, ofrece un gran desafío para los ecólogos de la pesca, el público, los gobiernos, y la industria pesquera. Es importante darse cuenta de que no hay razón para esperar que los recursos marinos puedan satisfacer el ritmo de la demanda que requiere la población humana en crecimiento. Sin embargo, es de esperar que la pesca diseñada para ser sustentable en un mundo de escasez de recursos, pueda ser una actividad rentable.

## Efecto en cascada producido por la sobreexplotación
Una pregunta que surge al explotar una especie dada es la de qué papel desempeña dicho taxón en el mantenimiento de los servicios ecosistémicos de los que depende una población humana en crecimiento. Los estudios sugieren que la riqueza de especies local puede mejorar la productividad y la estabilidad de un ecosistema
. La mayor parte de la caza, la pesca y las actividades de recolección no solo afecta a las especies blanco, sino también a las especies que se toman de forma accidental u oportunista. Por otra parte, la explotación a menudo causa un daño físico al medio ambiente, y tiene ramificaciones hacia otras especies a través de interacciones en cascada y los cambios en las redes tróficas en el ecosistema.
Si una especie se extingue a nivel mundial, o una población específica se extingue localmente, los efectos pueden propagarse en cascada a través del resto de la biota y dar lugar a cambios dramáticos en la composición de la comunidad, la estructura y la función. Estes (1989) ha introducido el concepto de extinción ecológica, que se da cuando determinada especie no interactúa significativamente con otras debido a la disminución de su abundancia. Aunque difícil de medir, se ha evidenciado que caídas severas en grandes poblaciones de vertebrados pueden provocar una cascada de efectos en distintos niveles tróficos que pueden alterar profundamente la estructura de los ecosistemas marinos, como los bosques de algas marinas, los arrecifes de coral y los estuarios, y se han visto otros efectos similares en muchos ecosistemas terrestres, como el cambio en la estructura de las interacciones de mamíferos en bosques tropicales debido a la caza.
Un ejemplo de los efectos en cascada y el papel que las medidas de conservación pueden tener en la prevención de estos se ha observado en un bosque de algas marinas. Frente a la costa de California del Sur;  Estes, mostró que el bosque de algas presentes allí prospera en presencia de nutrias de mar, y que la extinción local de las nutrias permitió la multiplicación de los erizos de mar, lo que a su vez prácticamente extinguió la población de algas debido al sobrepastoreo. En resumen, las nutrias de mar mantienen las poblaciones de erizos de mar bajo control, ya que son sus depredadores naturales; mientras que el erizo de mar limita las poblaciones de algas carnosas ya que es su consumidor. Después de un largo tiempo de recuperación de la caza excesiva, las poblaciones de nutrias marinas crecieron en número. Sin embargo sufrieron una marcada disminución poblacional en grandes áreas del oeste de Alaska; y se adelantó la hipótesis de que el aumento de la depredación por parte de la orca es la causa más probable de estos descensos poblacionales. Las nutrias marinas y las orcas coexistieron durante mucho tiempo, pero la razón más probable de que las orcas hayan desarrollado este comportamiento es un cambio en la disponibilidad de los mamíferos marinos de los que se alimentaban. Entonces, desde que los bosques de algas son refugio de una horda de especies marinas, la conservación de la nutria marina es urgente, no solo por su propio bien, sino también para prevenir o revertir efectos en cascada que cambian la naturaleza de todo ese paisaje marino.
La clave para la investigación futura, implicará la comprensión de que la relación entre las respuestas funcionales dadas por la abundancia numérica de actores ecológicos fuertes (reducidos en número por la sobreexplotación), y la calidad de los servicios ecológicos que dichas poblaciones disminuidas pueden llevar a cabo no es lineal. Por ejemplo, ¿Cuál es la densidad crítica de cualquier población explotada dada por debajo de la cual ya no puede cumplir su función ecológica en la comunidad?